# 國策ノ基準
國策ノ基準（こくさくノきじゅん）は、廣田広毅内閣において1936年（昭和11年）8月11日に閣議決定された、大日本帝国（当時）の外交・軍事を主とした政策に係る方針決定文書。原文は旧漢字、カナ遣い。『国策の基準』とも。

## 概要
閣議決定は1936年（昭和11年）8月11日である。
本政策採択以前の同年6月3日に『帝国国防方針』が改訂され、仮想敵国には従前のソ連・米国・中華民国（中国、支那）に、海軍の影響から英国が追加されていた。こうした背景の下、本政策にも日本海軍の影響が大きく、採択により、日本の南進政策が正式な国策とされた。これまで東南アジアでは平和的手段（通商）により日本の影響力の浸透が図られていたが、本政策は現状維持に否定的で、特に植民地を有する英国との対立を想定している。

## 内容
まず第1項として、外交及び国防の重要性と、東亜大陸（アジア大陸：満州国）と南方海洋（南洋諸島）における権益を重視する旨が記される。
第1項の細部として、東アジアにおける西欧列強の「覇道政策」（帝国主義、植民地主義）を否定し、大日本帝国の「対外発展政策」と区別している。その上で、軍備の増強により、満州国での権益確保及び「外南洋」すなわち蘭印への平和的進出に言及している。また、東北アジアにおける脅威として、「蘇国」（ソビエト連邦）を名指し、英米にも言及している。
第2項の第1号では、日本陸軍はソ連を、日本海軍は米国を念頭とした軍備の充実（増強）を示している。第2号では、軍による外交機関の「内面的援助」を示している。なお「在満鮮兵力」とあるが、満州には関東軍が、朝鮮には朝鮮軍が、それぞれ所在していた（各該当項目を参照。）。
第2項第3号では、国民生活の様々な分野での方向性が示されている。特に「情報宣伝組織ヲ充備」し「外交機能」と「対外文化発揚」が謳われ、認知戦（プロパガンダ）にも言及している。